# Francesco Londariti
Francesco Londariti (griechisch Φραγκίσκος Λεονταρίτης Frangiskos Leondaritis, weitere Varianten Francesco Londarit, Franciscus Londariti, Leondaryti, Londaretus, Londaratus und Londaritus, genannt Il Greco; * um 1518 in Chandakas, heute Iraklio; † vermutlich 1572 auf Kreta) war ein griechisch-venezianischer Sänger und Komponist der Renaissance. Er gilt als der früheste griechische Komponist westlicher Kunstmusik.

## Leben
Londaritis Vater Nikolaos stammte aus einer wohlhabenden griechischen Familie peloponnesischer Herkunft und war Priester, Schatzmeister und herzoglicher Vikar an der katholischen Agios-Titos-Kirche in Chandakas. Francesco war dessen zweiter illegitimer Sohn mit der orthodoxen Griechin Maria Similinopoula. Die Verhältnisse während der Kretischen Renaissance, in der unter venezianischer Herrschaft Kunst und Wissenschaft auf Kreta erblühten, ermöglichten dem jungen Londariti nicht nur eine Jugend mit beiden Eltern, sondern auch eine gebildete Erziehung, er wählte wie sein Vater die Klerikerlaufbahn und arbeitete an dessen Kirche bereits in jungen Jahren (1537–1544) als Organist. Die Unterstützung seines Vaters, die guten Beziehungen seiner Familie und sein außerordentliches Talent als Musiker ermöglichten, dass er als unehelicher Sohn eines Priesters nicht mit den derzeit üblichen Hindernissen konfrontiert war und nicht nur zum Priester ordiniert, sondern auch mit dem Titel eines Apostolischen Protonotars und verschiedenen hohen kirchlichen Ämtern versehen wurde, die mit einträglichem Grundbesitz und damit einigem Wohlstand verbunden waren. Dennoch führte Londariti ein konfliktreiches Leben und war hoch verschuldet.
Über seine musikalische Ausbildung ist fast nichts bekannt. Vermutet wird, dass er umfangreich in katholischer Kirchenmusik, möglicherweise auch in Rom, ausgebildet wurde, weiters gibt es Berichte, nach denen er bei Ilarion Sotirchos byzantinische Musik studiert habe.
Als bereits berühmter Musiker verließ Londariti – möglicherweise wegen der Zerstörung der Tituskirche durch Feuer – 1549 Kreta und überließ die Verwaltung seiner Angelegenheiten den Anwälten. Er zog nach Venedig, wo ihm der Spitzname Il Greco („der Grieche“) verliehen wurde, der ihm zeit seines Lebens anhaften sollte. Er fand Anstellung als Cantore (Sänger) am Chor des Markusdoms unter dem Kapellmeister Adrian Willaert in Venedig, in dem sich zu dieser Zeit die Venezianische Schule entwickelte und das eines der Zentren der europäischen Musik war. Aus dieser Position hatte er Zugang zu Venezianer Adelskreisen, in denen Kunst, Musik und Literatur stark gefördert wurden und wo er zu den angesehensten Musikern zählte.
1552 wurde er für ein unbekanntes, schwerwiegendes Vergehen mit dem vorläufigen Verlust seiner geistlichen Titel bestraft, offenbar drohte ihm auch die Exkommunikation. 1555 gelang es ihm, dass diese Sanktionen durch den Vatikan aufgehoben wurden, dennoch konnte er seine Stellung in Venedig nicht halten und verließ die Stadt 1556. Zunächst arbeitete er an der Kathedrale in Padua, musste 1561 aber – möglicherweise wegen Sympathien für die Reformation – auch das Veneto verlassen. Offensichtlich war er in Kontakt mit Vertretern der Handelsfamilien de Stoop und Fugger, es wird gemutmaßt, dass letztere den Kontakt zum bayerischen Hof herstellten.
1562–1566 arbeitete Londariti als hoch geschätzter Musiker im Chor am herzoglichen Hof Albrechts V. in München unter Orlando di Lasso, damals ein bedeutendes Zentrum der musikalischen Renaissance in Deutschland, in dem auch Cipriano de Rore und Andrea Gabrieli wirkten. Diese Zeit scheint seine kompositorisch fruchtbarste gewesen zu sein, wie die Kompositionen aus dieser Zeit zeigen, darunter zwei Motetten für die Hochzeit eines Johann Jakob Fugger und Kompositionen, die er an Kaiser Maximilian II. sandte. Offenbar hatte Londariti auch gute Kontakte zu wichtigen Persönlichkeiten in Augsburg und Salzburg.
Londariti war nach den Quellen ab 1567 in Spionagetätigkeiten für die spanische Krone verwickelt, die damals Mailand hielt und Gegner der Republik Venedig war. Dies hielt ihn von der Tätigkeit als Musiker ab und brachte ihn in eine prekäre Situation.
1568 kehrte Londariti nach Kreta zurück, wo er mit dem Erbe seines Vaters seine Schulden ausglich, wieder in kirchliche Ämter (so ins Kapitel der Tituskirche) berufen wurde und auch seine kompositorische Tätigkeit wieder aufnahm. 1572 enden die Berichte über ihn, was zur Annahme dieses Jahres als Todesdatum geführt hat. Person und Werk gerieten fast völlig in Vergessenheit, bis Forschungen des Historikers und Philologen Nikolaos M. Panagiotakis in den 1980er Jahren sein Schaffen wieder ans Licht brachten.
Das erhaltene Werk Londaritis umfasst drei Parodiemessen (Missa super Aller not faut, Missa super Je prens en grez, Missa super Letatus sum), zwei Bücher geistlicher und weltlicher Motetten, die in München entstanden, sowie einige Madrigale und Napolitane. Obwohl einige Werke bereits auf CD eingespielt wurden, steht die musikwissenschaftliche Auswertung seiner Kompositionen noch aus.